# Eduardo Galeano
Eduardo Hughes Galeano, född 3 september 1940 i Montevideo, död 13 april 2015 i Montevideo, var en uruguayansk författare, debattör och journalist. Galeano började med att teckna karikatyrer på en socialistisk veckotidning. Senare var han redaktionschef på veckotidningen Marcha och chefredaktör för dagstidningen Epoca. Efter militärkuppen 1973 gick han i exil i Argentina men tvingades efter Videlas maktövertagande 1976 att fly även därifrån, nu till Spanien. Sedan 1985 bodde han åter i Uruguay. Galeanos mest kända verk är Latinamerikas öppna ådror (Las venas abiertas de América Latina, 1971) och trilogin Eldens minne (Memoria del fuego, 1982–1986), vilka båda avhandlar Latinamerikas historia.
År 2007 opererades han för lungcancer. I en intervju för journalisten Amy Goodman efter att Barack Obama valts till amerikansk president i november 2008 sade han att "The White House will be Barack Obama's house in the time coming, but this White House was built by black slaves. And I’d like, I hope, that he never, never forgets this."